# Пам'ятники Солом'янського району
Дана стаття призначена для ознайомлення, зокрема візуального, з меморіалами, пам'ятниками, пам'ятними знаками і скульптурами в Солом'янському районі столиці України міста Києва, а також подання коротких відомостей про них.
Солом'янський район нині — місце розташування численних навчальних, наукових, виробничих і медичних закладів столиці України. Міська скульптура району — здебільшого пам'ятники і погруддя видатних вчених, лікарів і організаторів виробництва, що працювали в районі (Сергію Корольову, Миколі Стражеску, Теофілу Яновському тощо).
Національний технічний університет України «Київський політехнічний інститут імені Ігоря Сікорського» адміністративно відноситься до району, — на його території, що є справжнім навчально-науковим містечком-корпусами у парку, розташовані численні пам'ятники українським вченим багатьох прикладних галузей знань.
На Солом'янці є також пам'ятники, присвячені німецько-радянській війні, а на Солом'янській площі біля будівлі Національної академії внутрішніх справ України — Меморіал співробітникам правоохоронних органів, що загинули при виконанні своїх обов'язків.
Ще одну групу пам'ятників району творять скульптури діячів культури (Костянтин Ушинський) у іменних парках і скверах, а також паркові скульптури.

## Список
Пам'ятники подаються у формі таблиці; за можливістю вказуються вихідні дані — розташування та точні географічні координати, дату встановлення, авторів, додаткові відомості тощо, наводяться фото. Всередині таблиць пам'ятники розміщені за іменами, кому або чому присвячені, а групуються за абеткою. Список є неповним і постійно редагується. До списку, зазвичай, не включаються пам'ятники (переважно бюсти) на території підприємств, натомість паркові, а також на території публічних і культових об'єктів, за можливістю, наводяться.
| Назва | Розташування                                                                                                  | Координати                                                                      | Короткі відомості | Зображення             |
| --- | --- | ------------------------------------------------------------------------------- | --- | ---------------------- |
| Героям Небесної сотні, пам'ятник                                                                                        | вул. Академіка Янгеля, 5                                                                                      | 50°27′01.8″ пн. ш. 30°27′11.2″ сх. д. / 50.450500° пн. ш. 30.453111° сх. д.     | Пам'ятник на честь героїв Небесної сотні. |                        |
| Жертвам Голодомору 1932—33 років, пам'ятний хрест.                                                                      | на території Солом'янського кладовища                                                                         |                                                                                 | |                        |
| Жителям селища Совки, що загинули в роки Великої Вітчизняної війни                                                      | на вулиці Каменярів навпроти школи № 121                                                                      | 50°24′15.84″ пн. ш. 30°29′12.88″ сх. д. / 50.4044000° пн. ш. 30.4869111° сх. д. | Пам'ятник встановлений у центрі селища Совки в сквері. Являє собою скульптуру воїна з прапором на постаменті загальною висотою 13,5 м. Автори — скульптор Арон Футерман, архитектор Олександр Сидоренко. |                        |
| Захисникам Вітчизни, пам'ятний знак                                                                                     | на розі Клінічної та Народної вулиць                                                                          | 50°25′7.48″ пн. ш. 30°29′4.36″ сх. д. / 50.4187444° пн. ш. 30.4845444° сх. д.   | Невеликий пам'ятний знак з написом «Вічна пам'ять і слава землякам нашим — Захисникам Вітчизни. Вдячні нащадки» встановлений у сквері на розі вулиць Клінічної та Народної. Пам'ятка історії. |                        |
| Захисникам України, пам'ятник                                                                                           | на території НУОУ                                                                                             |                                                                                 | Пам'ятник на честь захисників України у Російсько-українській війні 2014 року. |                        |
| Кирпичову Віктору | на території Київського Політехнічного інституту (перед корпусом № 1)                                         | 50°26′58.53″ пн. ш. 30°27′41.58″ сх. д. / 50.4495917° пн. ш. 30.4615500° сх. д. | Пам'ятник першому ректору КПІ професору Вікторові Кирпичову. На постаменті пам'ятника накреслено: «Перший ректор КПІ професор Кирпичов Віктор Львович (1845—1913)» // «„Ми бажаємо йому — Київському Політехнічному інституту, — жити, рости, міцніти, процвітати. Нехай життя його рахується сотнями і тисячами років, а число випущених ним інженерів і агрономів — десятками, сотнями тисяч“. З урочистої промови проф. Кирпичова В. Л. при відкритті КПІ 31 серпня 1898 р.» |                        |
| Корольову Сергію | на території Київського Політехнічного інституту                                                              | 50°26′56.70″ пн. ш. 30°27′35″ сх. д. / 50.4490833° пн. ш. 30.45972° сх. д.      | Пам'ятник основоположнику практичної космонавтики, конструктору перших штучних супутників Землі та космічних кораблів Сергію Корольову, студенту КПІ 1924-26 років, встановлено в 2006 році. Автор — скульптор Микола Олійник. |                        |
| Корольову Сергію | на території ВО «Меридіан ім. С. П. Корольова», бульвар Вацлава Гавела, 8                                     | 50°46′26.45″ пн. ш. 30°24′49.54″ сх. д. / 50.7740139° пн. ш. 30.4137611° сх. д. | Пам'ятник вченому, творцю перших у світі космічних кораблів С. П. Корольову |                        |
| Кравчуку Михайлу | на території Київського Політехнічного інституту                                                              | 50°26′56.55″ пн. ш. 30°27′36.35″ сх. д. / 50.4490417° пн. ш. 30.4600972° сх. д. | Пам'ятник українському математику академіку Михайлові Кравчуку встановлено в 2003 році. Автор — скульптор Олександр Скобліков. |                        |
| Кудряшову Віктору, погруддя                                                                                             | на вулиці Кобелєва, 1/5                                                                                       | 50°26′18.2″ пн. ш. 30°29′1″ сх. д. / 50.438389° пн. ш. 30.48361° сх. д.         | Пам'ятник Героєві Радянського Союзу Володимиру Кудряшову встановлено у 1972 році перед Вищим професійним училищем залізничного транспорту, яке носить його ім'я. Автор — скульптор Григорій Молдаван. | Пам'ятник Кудряшову    |
| Лебедєву Сергію | на території Київського Політехнічного інституту                                                              | 50°26′55.78″ пн. ш. 30°27′40.10″ сх. д. / 50.4488278° пн. ш. 30.4611389° сх. д. | Пам'ятник українському вченому, творцю першої в континентальній Європі обчислювальної машини академіку Сергію Лебедєву встановлено в 2002 році. Автор — скульптор Олександр Скобліков. |                        |
| Липківському Василю | на вулиці Григорія Кочура, 4                                                                                  | 50°25′18.0″ пн. ш. 30°28′46.2″ сх. д. / 50.421667° пн. ш. 30.479500° сх. д.     | Пам'ятний знак першому Митрополиту УАПЦ Василю Липківському встановлено в 2024 році. Автор — скульптор Олександр Ткачук. |                        |
| Менделєєву Дмитру | на території Київського Політехнічного інституту                                                              | 50°27′3.2″ пн. ш. 30°27′20.8″ сх. д. / 50.450889° пн. ш. 30.455778° сх. д.      | Пам'ятник хімікові Дмитрові Менделєєву встановлено у 1995 році перед будівлею хімічного факультету НТУУ «КПІ». Скульптори: Юрій Кисельов Ю., Валерій Швецов; архітектор Валерій Собцов. | Пам'ятник Менделєєву   |
| Паровоз | на розі вулиць Липківського та Кудряшова                                                                      | 50°26′12.10″ пн. ш. 30°29′33.67″ сх. д. / 50.4366944° пн. ш. 30.4926861° сх. д. | На честь бойових та трудових звитяг київських залізничників |                        |
| Патону Євгену | на території Київського Політехнічного інституту                                                              | 50°26′26.69″ пн. ш. 30°27′37.83″ сх. д. / 50.4407472° пн. ш. 30.4605083° сх. д. | Пам'ятник українському вченому, засновнику світової школи зварювання та містобудування Є. О. Патону встановлено в 2002 році. Автор — скульптор Олександр Скобліков. |                        |
| Плеханову Олександру | біля вул. Преображенської, 2                                                                                  | 50°25′39″ пн. ш. 30°28′6″ сх. д. / 50.42750° пн. ш. 30.46833° сх. д.            | Меморіал герою Євромайдану, студенту Київського національного університету будівництва та архітектури Олександру Плеханову. Відкритий 28 листопада 2014 року. |                        |
| Працівникам органів внутрішніх справ України, загиблих під час виконання службових обов'язків                           | на Солом'янській площі                                                                                        | 50°25′55.25″ пн. ш. 30°28′15.62″ сх. д. / 50.4320139° пн. ш. 30.4710056° сх. д. | Відкрито 22 серпня 1997 року за участі Президента України, Прем'єр-міністра України, членів Уряду України, представників інших держав, сімей загиблих правоохоронців. Скульптор Володимир Чепелик (1945 — †2021), архітектор Микола Кислий (1948 — †2010). Під час відкриття було захоронено урну із землею, взятою з місць поховання загиблих працівників міліції з усіх областей України, та освячено її священнослужителями. У 2008—09 роках виникла неприємна ситуація з можливим перенесенням меморіалу у зв'язку із запланованим будівництвом на його місці багатофункціонального комплексу з паркінгом. |                        |
| Сікорському Ігорю | на території Київського Політехнічного інституту                                                              | 50°26′55.06″ пн. ш. 30°27′39.80″ сх. д. / 50.4486278° пн. ш. 30.4610556° сх. д. | Пам'ятник українському вченому, конструктору перших літаків, вертольотів І. Сікорському, студенту КПІ 1907-11 років, встановлено в 2008 році. Автор — скульптор Микола Олійник. |                        |
| Співробітникам Інституту фтизіатрії та пульмонології, полеглим у роки війни                                             | на території київського Інституту фтизіатрії та пульмонології імені Ф. Яновського по вулиці Миколи Амосова, 7 |                                                                                 | |                        |
| Стражеску Миколі | перед будівлею Інституту кардіології АМН України на вулиці Святослава Хороброго, 5                            |                                                                                 | Пам'ятник українському радянському терапевту, академіку АН СРСР та Академії медичних наук Стражеску М. Д. відкрито 1977 року. Автори — скульптор Іван Шаповал та архітектор Ірфан Шемседінов. Пам'ятник являє собою бронзове погруддя М. Д. Стражеска, встановлене на постаменті з полірованого граніту (заввишки 4,35 м). |                        |
| Викладачам і студентам Політехнічного інституту                                                                         | біля входу до Київського Політехнічного інституту на Берестейському проспекті, 37                             | 50°27′03.07″ пн. ш. 30°27′54.50″ сх. д. / 50.4508528° пн. ш. 30.4651389° сх. д. | Відкрито 3 листопада 1967 року на честь студентів і викладачів Київської Політехніки, загиблих на фронтах німецько-радянської війни. Автори — скульптори Г. Н. Морозова та А. Г. Суровцев, архітектор Є. П. Вересов. |                        |
| Студентам, викладачам і співробітникам будівельного інституту, що загинули в роки Великої Вітчизняної війни 1941-45 рр. | Повітрофлотський проспект, 31                                                                                 |                                                                                 | Споруджено в 1985 році. |                        |
| Телізі Олені | на території Київського Політехнічного інституту (перед корпусом № 12)                                        | 50°26′51.2″ пн. ш. 30°27′14.2″ сх. д. / 50.447556° пн. ш. 30.453944° сх. д.     | Пам'ятник Олені Телізі встановлено 31 серпня 2009 року коштом викладачів, студентів та випускників університету, автор — Володимир Щур. Письменниця зображена молодою дівчиною, яка сидить на лаві з книгою. Місце для пам'ятника було обрано не випадково, оскільки батько Олени Теліги викладав у КПІ, а сама вона проживала тут у 1941–1942 роках. | Пам'ятник Олені Телізі |
| Тимошенку Степану | на території Київського Політехнічного інституту (перед корпусом № 1)                                         | 50°26′59.86″ пн. ш. 30°27′36.22″ сх. д. / 50.4499611° пн. ш. 30.4600611° сх. д. | Автор — скульптор Наталія Дерегус. На постаменті пам'ятника накреслено: «Академік Тимошенко Степан Прокопович (1878—1972)». На зворотному боці постаменту вказано донаторів спорудження пам'ятника та його автора. |                        |
| Ушинському Костянтину                                                                                                   | у сквері на розі Чоколівського бульвару та вулиці Лондонської                                                 | 50°26′07.37″ пн. ш. 30°27′16.01″ сх. д. / 50.4353806° пн. ш. 30.4544472° сх. д. | Пам'ятник педагогу Костянтину Ушинському відкрито у 1974 році. Автори — скульптор Олександр Скобліков, архітектор Анатолій Ігнащенко. Бронзове погруддя встановлене на постаменті з полірованого граніту і триступеневому стилобаті. Загальна висота монументу — 3,6 м. |                        |
| Хлопець і дівчина, паркові скульптури                                                                                   | на території парку «Відрадний»                                                                                |                                                                                 | |                        |
| Хлопець і дівчина, паркові скульптури                                                                                   | на території парку «Відрадний»                                                                                |                                                                                 | |                        |
| Шулявській республіці                                                                                                   | біля головного корпусу Київського політехнічного інституту                                                    |                                                                                 | Встановлений у 1985 році з нагоди 80-ліття революційних подій на Шулявці. Автор пам'ятника — скульптор Микола Рапай |                        |
| Яновському Теофілу | на території київського Інституту фтизіатрії та пульмонології імені Ф. Яновського по вулиці Миколи Амосова, 7 |                                                                                 | |                        |
| на місці одного із витоків ріки Либідь, пам'ятний камінь                                                                | на території парку «Відрадний»                                                                                |                                                                                 | |                        |
| на честь 40-річчя захисту посівів цукрового буряка «Бетаналом», пам'ятний знак                                          | на території Інституту цукрових буряків по вулиці Солом'янській, 40                                           |                                                                                 | |                        |